# Pozuelo de Alarcón
Pozuelo de Alarcón (dříve také Pozuelo de Aravaca) je obec nacházející se v Madridském společenství, asi 15 km severozápadně od centra Madridu. Právě s Madridem hraničí na severu, na východě i na jihu; na západě pak hraničí s obcemi Majadahonda a Boadilla del Monte. Pozuelo de Alarcón je satelitním městem Madridu a spadá do jeho aglomerace – metropolitní oblasti Madridu.

## Geografie
Obec, ležící v předhůří Sierry de Guadarrama v nadmořské výšce 690 m n. m., má rozlohu 43,2 km² a žije v ní 83 844 obyvatel. Je nejbohatší obcí v celém společenství.

## Doprava
Pozuelo de Alarcón se nachází v tarifním pásmu B1 madridské příměstské dopravy.

### Silniční doprava

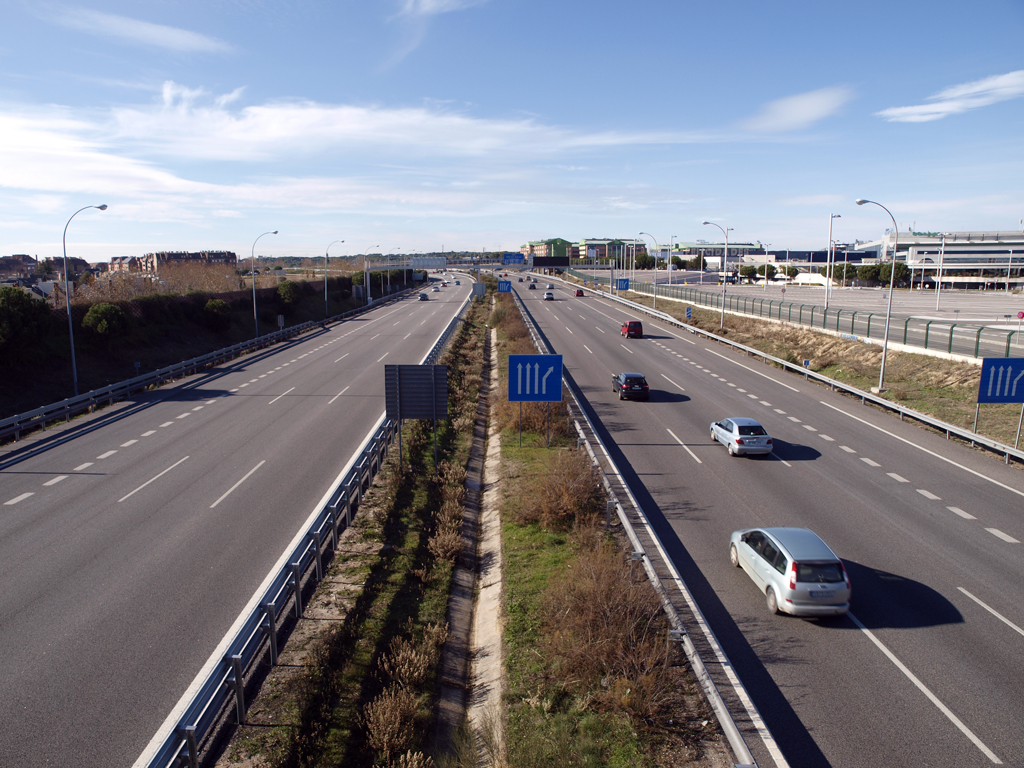
Dálnice M-40 poblíž Pozuela

Pozuelo de Alarcón je s hlavním městem silničně spojeno pomocí komunikací A-6, M-40 a M-503.

#### Autobusová doprava
Ve městě jsou provozovány 3 místní autobusové linky a velké množství madridských příměstských a meziměstských autobusů (mezi nimi i noční linky a speciálně zřízené linky pro obsluhu kampusů univerzit v části Somosaguas).

### Železnice

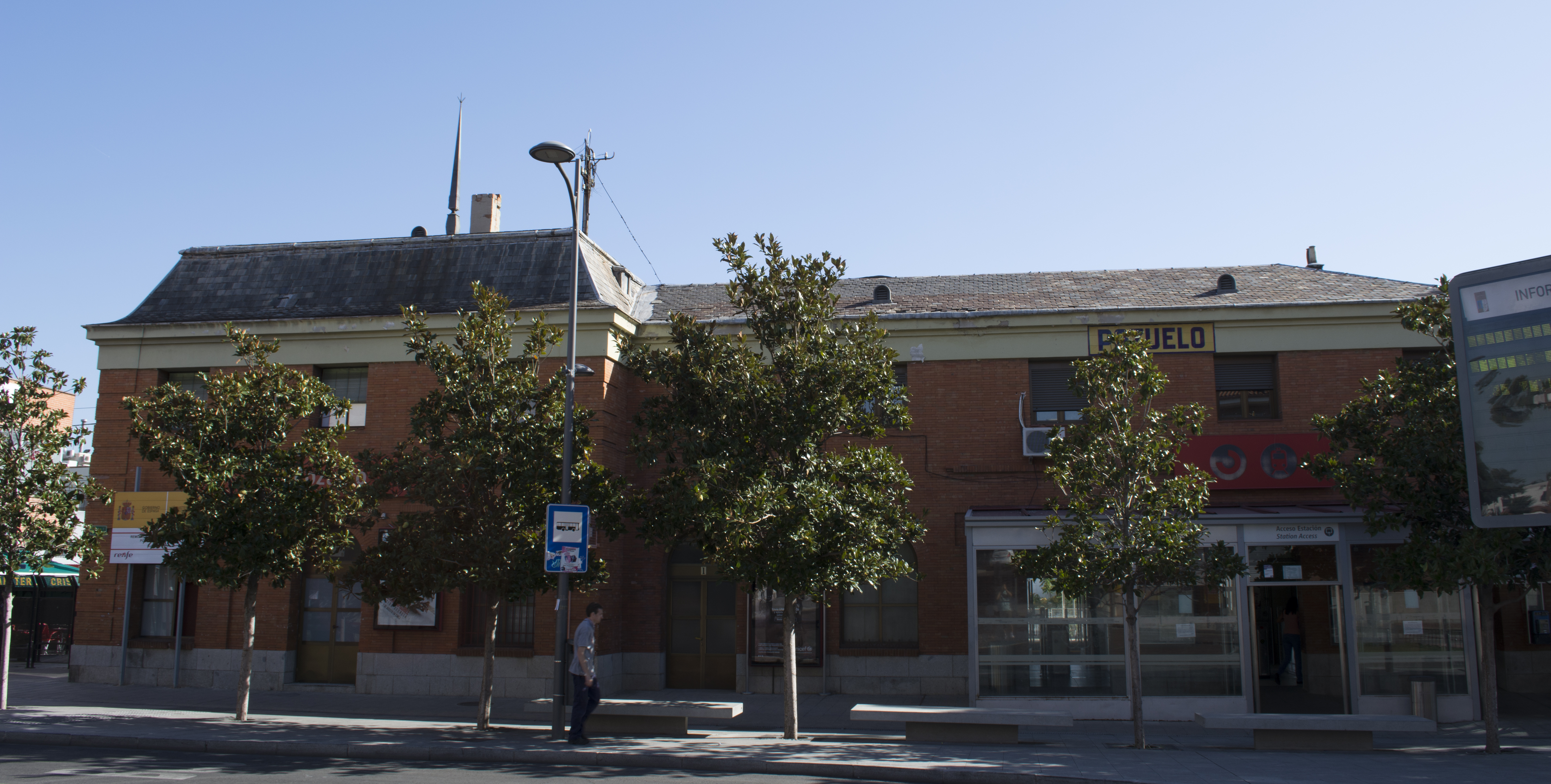
Železniční stanice Pozuelo

Městem procházejí linky příměstské železnice Cercanías Madrid C-7 a C-10, které zastavují ve stanici Pozuelo.

### Lehké metro

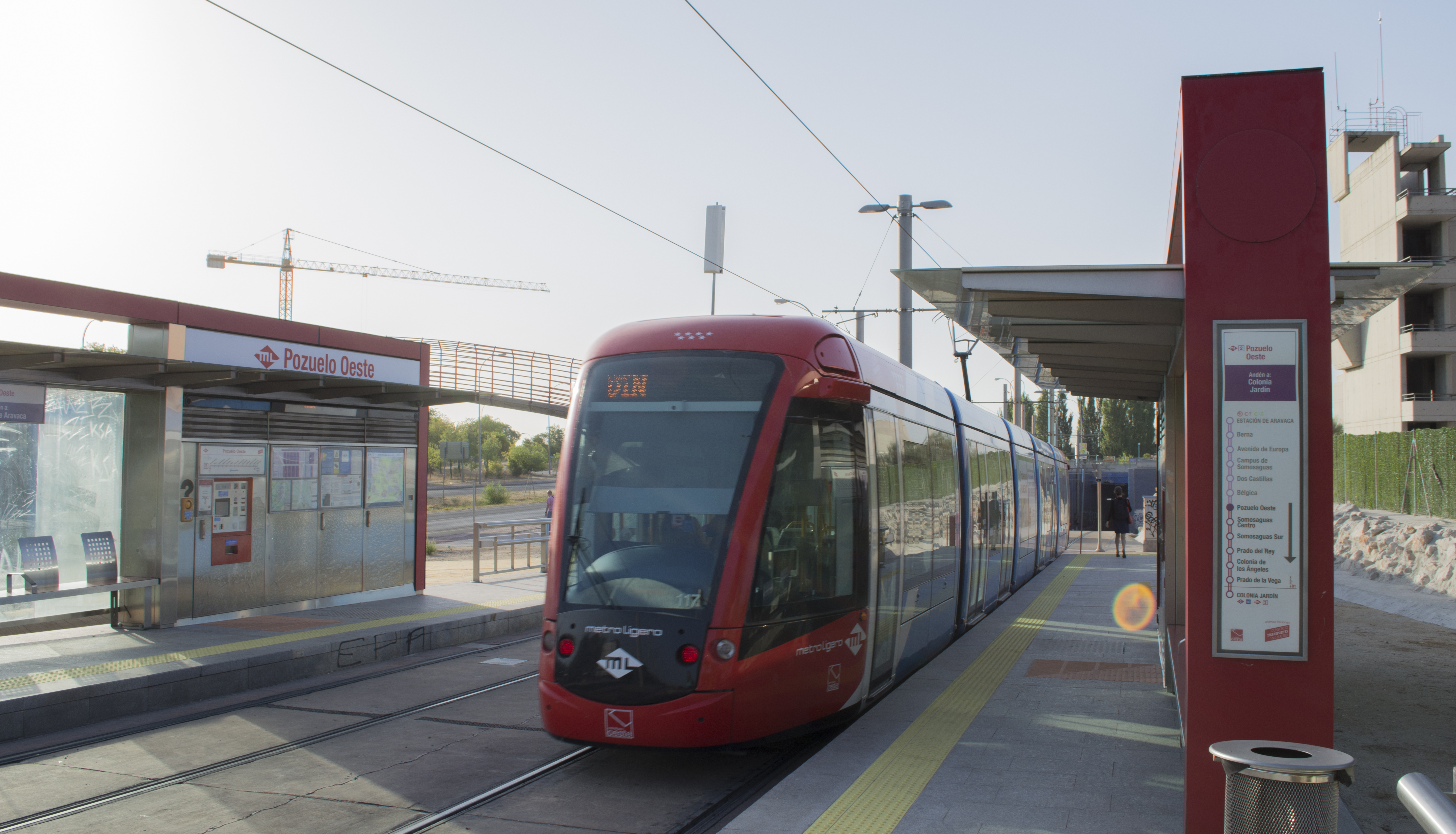
Tramvaj na zastávce Pozuelo Oeste

Na území obvodu se nacházejí některé stanice madridského lehkého metra (tramvaje), které byly otevřeny v roce 2007.
Patří k následujícím linkám:
- (ML-2) spojující stanice Colonia Jardín a Aravaca – zastávky Prado de la Vega, Colonia de los Ángeles, Prado del Rey, Somosaguas Sur, Somosaguas Centro, Pozuelo Oeste, Bélgica, Dos Castillas, Campus de Somosaguas, Avenida de Europa a Berna.
- (ML-3) spojující stanice Colonia Jardín a Puerta de Boadilla – zastávky Ciudad de la Imagen, José Isbert, Ciudad del Cine, Cocheras a Retamares.

## Osobnosti
S Pozuelem jsou spjaty následující osobnosti:
- Leopoldo Calvo-Sotelo (1926–2008) – premiér Španělska, který zde zemřel
- Esteban Granero (* 1987) – fotbalista, který se zde narodil
- Carlos Sainz (* 1962) – automobilový závodník, který zde žije

## Partnerská města
- Bir Lehlu, Západní Sahara (2008)
- Issy-les-Moulineaux, Francie (1990)
- Naucalpan, Mexiko (2008)
- Poznaň, Polsko (1992)
- Recanati, Itálie (2002)
- Si-čcheng, Čína (2006)